# Asteroceras
Asteroceras («зірковий ріг») — вимерлий рід головоногих молюсків підкласу амонітів, що існували протягом тріасового та юрського періодів (з 205,6 до 189,6 млн років тому).

## Види
- Asteroceras blakei Spath, 1925
- Asteroceras confusum Spath, 1925
- Asteroceras obtusum (Sowerby, 1817)
- Asteroceras reynesi Fucini, 1903
- Asteroceras saltriensis Parona, 1896
- Asteroceras smithii (Совербі, 1814)
- Asteroceras stellare (Совербі, 1815)
- Asteroceras turneri (Sowerby, 1814)

## Розповсюдження
Скам'янілості Asteroceras можна знайти в юрських морських шарах Канади, Китаю, Німеччини, Гонконгу, Угорщини, Перу та Туреччини, у тріасі Сполучених Штатів та в Лайм-Реджіс у зоні Asteroceras obtusum верхнього синемюрського віку.